# Futbol'nyj Klub IhroServis
Il Futbol'nyj Klub IhroServis Sinferopoli (in ucraino футбольний клуб ІгроСервіс Сімферополь?) è stata una società di calcio di Sinferopoli, in Ucraina.

## Storia
Il club è stato fondato nel 2000, per volontà di Michail Sačko e Nikolai Paškulsk, che volevano rifondare la già scomparsa società sovietica della Dynamo Sinferopoli, attraverso l'acquisizione del titolo della già esistente FC Piščevyk (Charčovyk) Sinferopoli. Nel 2001 la Dynamo Sinferopoli ha partecipato al campionato professionistico di Druha Liha. Nel 2004 ha vinto il campionato e ottenuto la promozione in Perša Liha. Rinominato Dynamo-IhroServis per motivi di sponsorizzazione, nel 2007 ha definitivamente cambiato nome in Futbol'nyj Klub IhroServis.
Al termine della stagione 2008-2009 non riesce a pagare l'iscrizione per l'anno successivo e viene ritirata dal campionato.

## Palmarès

### Competizioni nazionali
- Druha Liha: 1

2003-2004

### Altri piazzamenti
- Druha Liha:

Secondo posto: 2002-2003